# Samuel Caruthers
Samuel Caruthers (* 13. Oktober 1820 im Madison County, Missouri; † 20. Juli 1860 in Cape Girardeau, Missouri) war ein US-amerikanischer Politiker. Zwischen 1853 und 1859 vertrat er den Bundesstaat Missouri im US-Repräsentantenhaus.

## Werdegang
Samuel Caruthers studierte an der Cumberland University in Lebanon (Tennessee). Nach einem anschließenden Jurastudium und seiner Zulassung als Rechtsanwalt begann er in Fredericktown in diesem Beruf zu arbeiten. Im Jahr 1844 verlegte er seinen Wohnsitz nach Cape Girardeau, wo er einige lokale Ämter bekleidete. Politisch war er zunächst Mitglied der Whig Party.
Bei den Kongresswahlen des Jahres 1852 wurde Caruthers im damals neugeschaffenen siebten Wahlbezirk von Missouri in das US-Repräsentantenhaus in Washington, D.C. gewählt, wo er am 4. März 1853 sein neues Mandat antrat. Nach zwei Wiederwahlen konnte er bis zum 3. März 1859 drei Legislaturperioden im Kongress absolvieren. Diese waren von den Ereignissen und Diskussionen im Vorfeld des Bürgerkrieges bestimmt. In den 1850er Jahren löste sich Caruthers' Partei auf. Daher schloss er sich zunächst der kurzlebigen Opposition Party an, als deren Kandidat er im Jahr 1854 wiedergewählt worden war. Im Verlauf der folgenden Legislaturperiode wurde er Mitglied der Demokraten, für die er im Jahr 1856 erfolgreich für den Kongress kandidierte. Damit vertrat er in seinen drei Legislaturperioden als Kongressabgeordneter drei verschiedene politische Parteien.